# 天若有情 (Beyond EP)
《天若有情》是香港傳奇搖滾樂隊Beyond發行第五张EP，收錄由袁鳳瑛主唱的香港電影《天若有情》同名主題曲，而由Beyond主唱的主打插曲《灰色軌跡》是描寫社會邊緣人的處境。

## 曲目
1. 灰色軌跡（電影插曲）- 主唱：黃家駒
2. 未曾後悔（電影插曲）- 主唱：黃貫中
3. 是錯也再不分（電影插曲）- 主唱：黃家強
4. 天若有情（電影同名主題曲）- 主唱：袁鳳瑛

## 音樂錄影帶
| 歌名                           | 演唱   | 首播日期 | 首播頻道 | 導演   |
| ------------------------------ | ------ | -------- | -------- | ------ |
| 灰色軌跡（页面存档备份，存于） | 黃家駒 | 1990年   | 無綫電視 | 朱玉琼 |